# 东汪镇 (襄都区)
东汪镇是中华人民共和国河北省邢台市襄都区下辖的一个镇。2020年6月，东汪镇划归襄都区管辖。

## 行政区划
东汪镇下辖以下村级行政区划单位：
东汪村、武家庄村、华庄村、后晋祠村、王庄村、七里桥村、东小汪村、袁家店村、大贤村、王麻村、任麻村、郝麻村、赵麻村、景家屯村和前晋祠村。